# ALIVE ON ARRIVAL
『ALIVE ON ARRIVAL』（アライブ・オン・アライバル）は、SIONが2003年6月25日に東芝EMI / EASTWORLDからリリースした16枚目のオリジナル・アルバム。

## 解説
本作は1年2か月ぶり、1998年から所属した東芝EMIにおける最後のオリジナル・アルバム。

## 収録曲
全作詞・作曲：SION
1. キャスト （6:23）
2. お前はどこだ （4:11）
3. はじめまして （3:04）
4. 低い空 （3:28）
5. ガラクタ （3:13）
6. 日の当たる場所へ （3:34）
7. 程遠く （4:45）
8. ある休日 （4:31）
9. 11月の空に （2:26）
10. すばらしい世界を （3:12）
11. お前が好き （3:00）
12. ここからさ （3:43）

## 参加ミュージシャン
- SION：ボーカル、ハーモニカ
- THE MOGAMI
  - 松田文：エレクトリック・ギター、アコースティック・ギター、バンジョー、マンドリン
  - 藤井一彦：エレクトリック・ギター、アコースティック・ギター
  - 細海魚：オルガン、アコースティックピアノ、フェンダー・ローズ、アコーディオン、アコースティック・ギター
  - 井上富雄：エレクトリックベース、アコースティック・ギター
  - 池畑潤二：ドラム、パーカッション、アコースティック・ギター
- Tomohiro Ohya：アコースティック・ギター
- Takumi Fukunaga：アコースティック・ギター
- Great Eida Strings：ストリングス